# 5알파-환원효소

하단 중앙에서 5α-환원효소의 두 가지 작용을 모두 보여주는 스테로이드생성

5α-환원효소(영어: 5α-reductase) (EC 1.3.1.22)는 스테로이드 대사에 관여하는 효소이다. 3-옥소-5α-스테로이드 4-탈수소효소(영어: 3-oxo-5α-steroid 4-dehydrogenase)라고도 한다. 5α-환원효소는 3가지 대사 경로(쓸개즙 생합성, 안드로젠 대사 및 에스트로젠 대사)에 참여한다. SRD5A1, SRD5A2, SRD5A3 유전자에 의해 암호화되는 5α-환원효소의 세 가지 동질효소가 있다.
5α-환원효소는 다음과 같은 일반적인 화학 반응을 촉매한다.
3-옥소-5α-스테로이드 + 수용체  ⇄  3-옥소-Δ4-스테로이드 + 환원된 수용체
여기서 3-옥소-5α-스테로이드와 수용체는 기질이고, 상응하는 3-옥소-Δ4-스테로이드와 환원된 수용체는 생성물이다. 5α-환원효소는 2형이 촉매하는 일반화된 반응의 예는 다음과 같다.
다이하이드로테스토스테론 + NADP+  ⇄  테스토스테론 + NADPH + H+
여기서 다이하이드로테스토스테론은 3-옥소-5α-스테로이드이고 NADP+는 수용체이고 테스토스테론은 3-옥소-Δ4-스테로이드이고 NADPH는 환원된 수용체이다.

## 같이 보기
- 쓸개즙
- 안드로젠
- 에스트로젠
- 피나스테리드

## 더 읽을거리
- Levy HR, Talalay P (August 1959). “Bacterial oxidation of steroids. II. Studies on the enzymatic mechanism of ring A dehydrogenation”. 《The Journal of Biological Chemistry》 234 (8): 2014–21. doi:10.1016/S0021-9258(18)69859-X. PMID 13673006.